# Analeah Emmerson
Analeah Emmerson –conocida como Annie Emmerson– (1970) es una deportista británica que compitió en triatlón y duatlón.
Ganó una medalla de bronce en el Campeonato Europeo de Triatlón de 2001. Además, obtuvo dos medallas en el Campeonato Mundial de Duatlón, plata en 2004 y bronce en 2001, y una medalla de bronce en el Campeonato Mundial de Duatlón de Larga Distancia de 2005.

## Palmarés internacional
| Campeonato Europeo | Campeonato Europeo             | Campeonato Europeo | Campeonato Europeo |
| Año                | Lugar                          | Medalla            | Prueba             |
| ------------------ | ------------------------------ | ------------------ | ------------------ |
| 2001               | Karlovy Vary (República Checa) | Medalla de bronce  | Individual         |

| Campeonato Mundial | Campeonato Mundial | Campeonato Mundial | Campeonato Mundial |
| Año                | Lugar              | Medalla            | Prueba             |
| ------------------ | ------------------ | ------------------ | ------------------ |
| 2001               | Rímini (Italia)    | Medalla de bronce  | Individual         |
| 2004               | Geel (Bélgica)     | Medalla de plata   | Individual         |

| Campeonato Mundial | Campeonato Mundial | Campeonato Mundial | Campeonato Mundial |
| Año                | Lugar              | Medalla            | Prueba             |
| ------------------ | ------------------ | ------------------ | ------------------ |
| 2005               | Barcis (Italia)    | Medalla de bronce  | Individual         |